# أعلى مدار جزيئي مشغول/أدنى مدار جزيئي غير مشغول

مخطط مدارات جزيئية يظهر أعلى مدار جزيئي مشغول HOMO وأدنى مدار جزيئي غير مشغول LUMO لجزيء. كل دائرة تمثل إلكترون في المدار الجزيئي. عندما يمتص الإلكترون طاقة كافية فإنه يقفز من مدار HOMO إلى LUMO.

أعلى مدار جزيئي مشغول/أدنى مدار جزيئي غير مشغول (يرمز له اختصاراً HOMO/LUMO من highest occupied molecular orbital / lowest unoccupied molecular orbital) عبارة عن مصطلح يستخدم في الكيمياء للإشارة إلى وضع المدارات الجزيئية من حيث شغلها بالإلكترونات.
يرمز لأعلى مدار جزيئي مشغول باسم Homo (هومو)، في حين أن أدنى مدار جزيئي غير مشغول يرمز له Lumo (لومو)، وتدعى هذه المدارات باسم المدارات التخومية أو الحدودية.
يستخدم الفرق الطاقي بين هذين المدارين الحدوديين في معرفة استقرارية وثباتية معقدات الفلزات الانتقالية، بالإضافة إلى اللون التي تظهره في المحاليل.
بالإضافة إلى ما ذكر، فإن هناك مفهوم إضافي وهو المدار الجزيئي المشغول فردياً، والذي يرمز له SOMO (من singly occupied molecular orbital)، وهو يمثل خالة خاصة من Homo، ويستخدم للإشارة إلى المدارات الجزيئية نصف المشغولة في حالة الجذور الحرة.

## اقرأ أيضاً
- مخطط المدارات الجزيئية
- انتقال إلكتروني
- توزيع إلكتروني

## وصلات خارجية
- OrbiMol Molecular orbital database